# Lakhanapur, Chikodi
Lakhanapur là một làng thuộc tehsil Chikodi, huyện Belgaum, bang Karnataka, Ấn Độ.